# Monument koningin Wilhelmina (Den Haag)

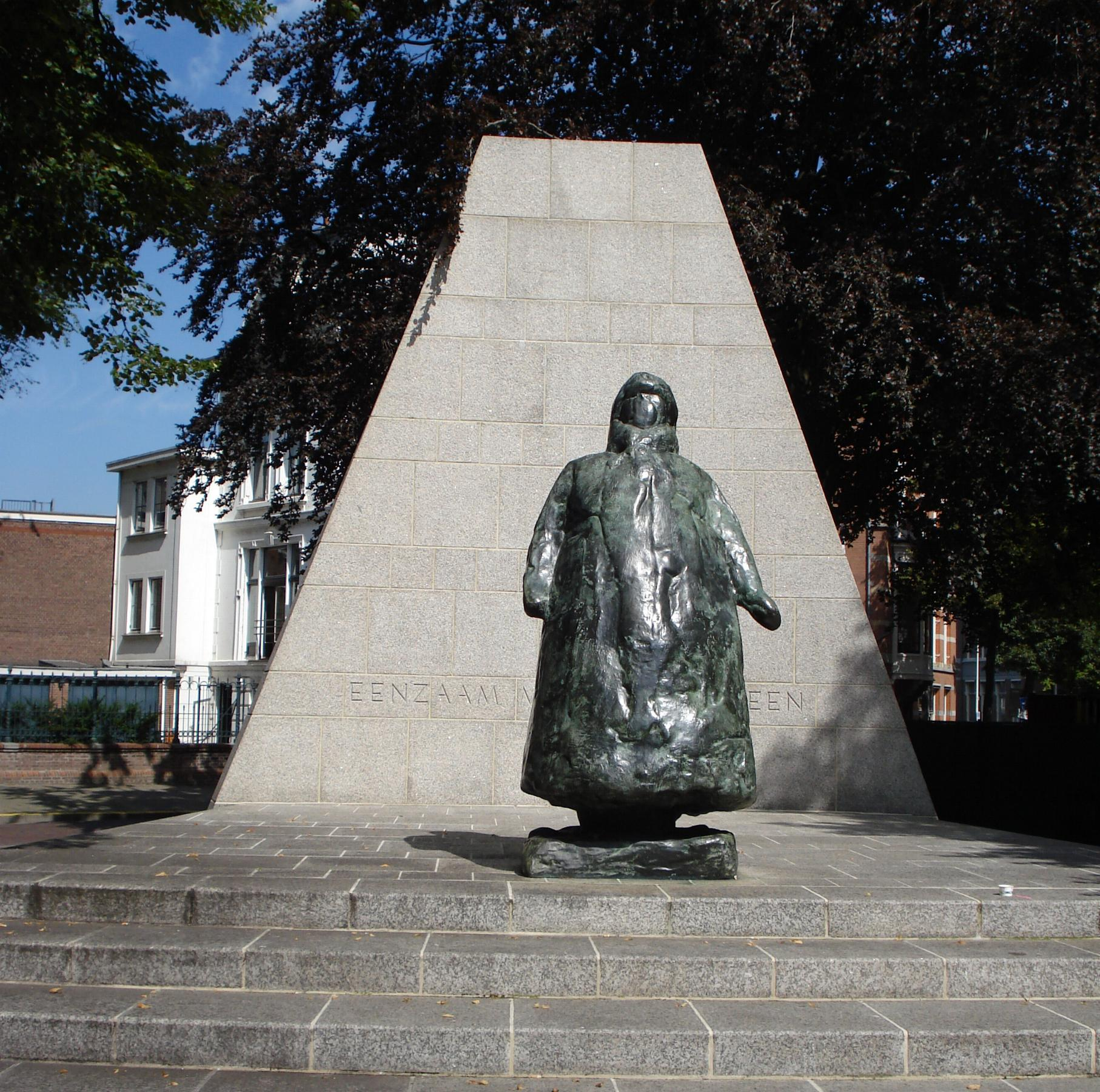
Monument koningin Wilhelmina

Het Monument koningin Wilhelmina staat op de hoek van de Paleisstraat en het Noordeinde in Den Haag. Het monument ter nagedachtenis aan koningin Wilhelmina staat schuin tegenover Paleis Noordeinde. Het beeld is van Charlotte van Pallandt en is een kopie in brons van het stenen standbeeld van koningin Wilhelmina dat zich in Rotterdam bevindt. Van Pallandt had het beeld oorspronkelijk in brons bedoeld, maar de gemeente Rotterdam prefereerde een stenen monument. Het Haagse beeld werd gegoten naar het oorspronkelijke gipsmodel.
Het beeld staat voor een driehoekige muur met daarop het opschrift EENZAAM MAAR NIET ALLEEN, naar de titel van de autobiografie van de vorstin. Op de achterzijde van deze muur staat te lezen: Opgericht ter nagedachtenis aan Wilhelmina Helene Pauline Maria, Koningin der Nederlanden, geboren 31 augustus 1880 te 's-Gravenhage, ingehuldigd 8 september 1898 te Amsterdam. Op 4 september 1948 deed zij afstand van de troon ten gunste van haar dochter Juliana. Op 28 november 1962 overleed zij op Paleis het Loo. Voor het beeld is op het ronde plein een kompas aangebracht. Dat wordt tegenover het beeld afgesloten met een kleine muur met daarop de tekst 1880-1962 Wilhelmina. Achter haar stem uit ballingschap stond een gestalte als deze 1940-1946. Het beeld roept het beeld op van de onverzettelijke koningin in oorlogstijd. Het beeld werd op 28 november 1987, vijfentwintig jaar na het overlijden van koningin Wilhelmina, onthuld door haar dochter prinses Juliana en haar kleindochter, koningin Beatrix.

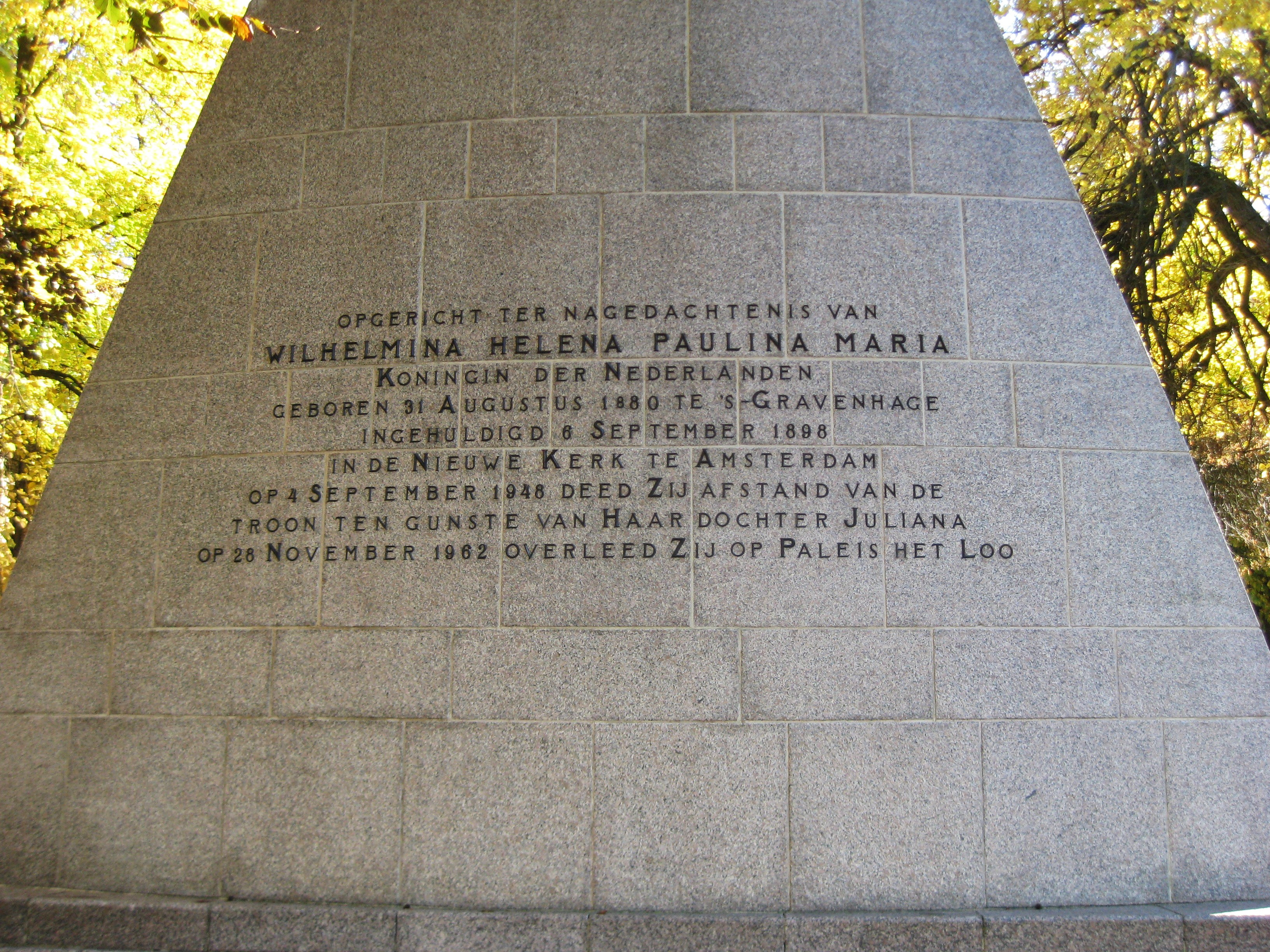
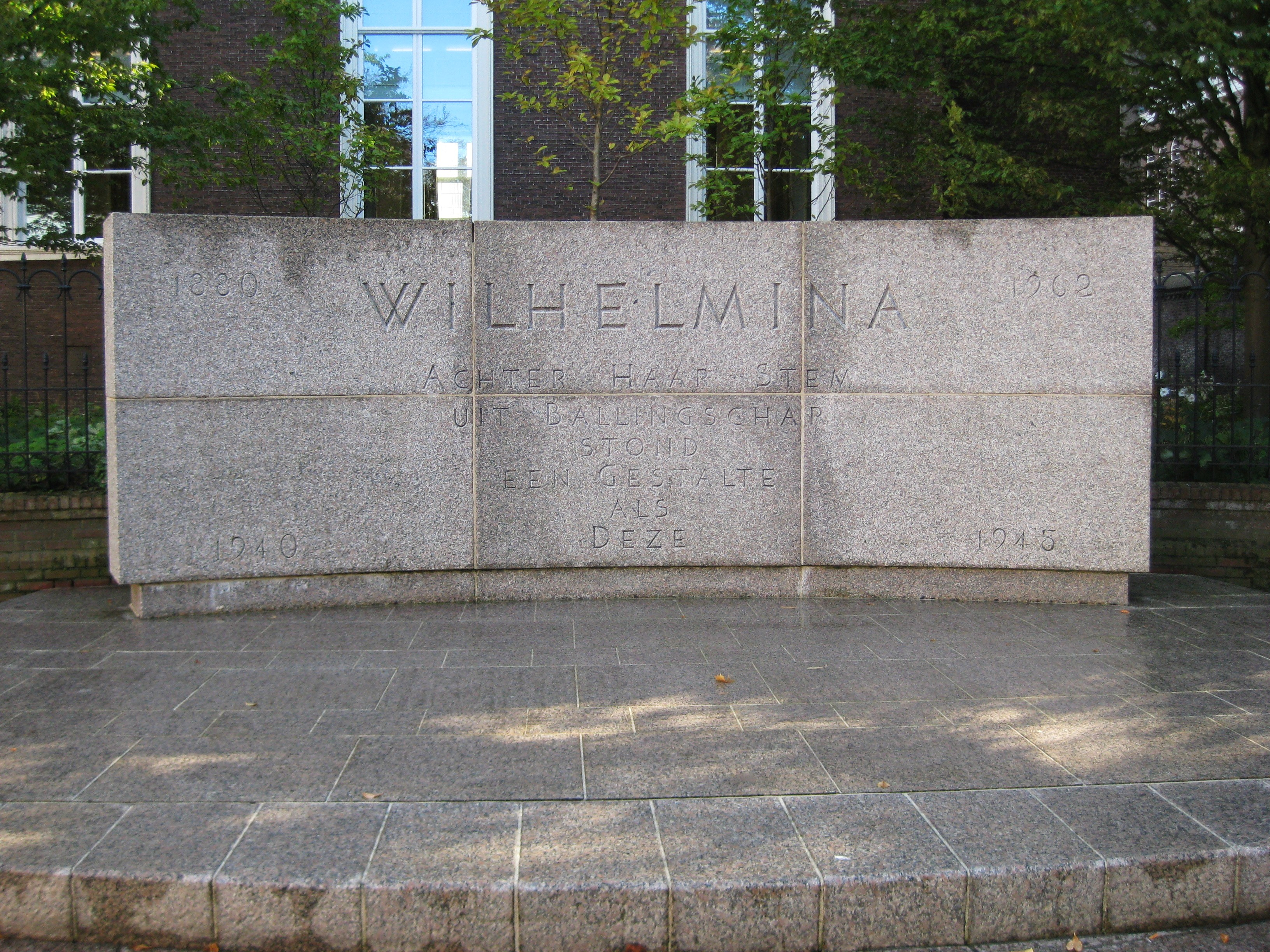
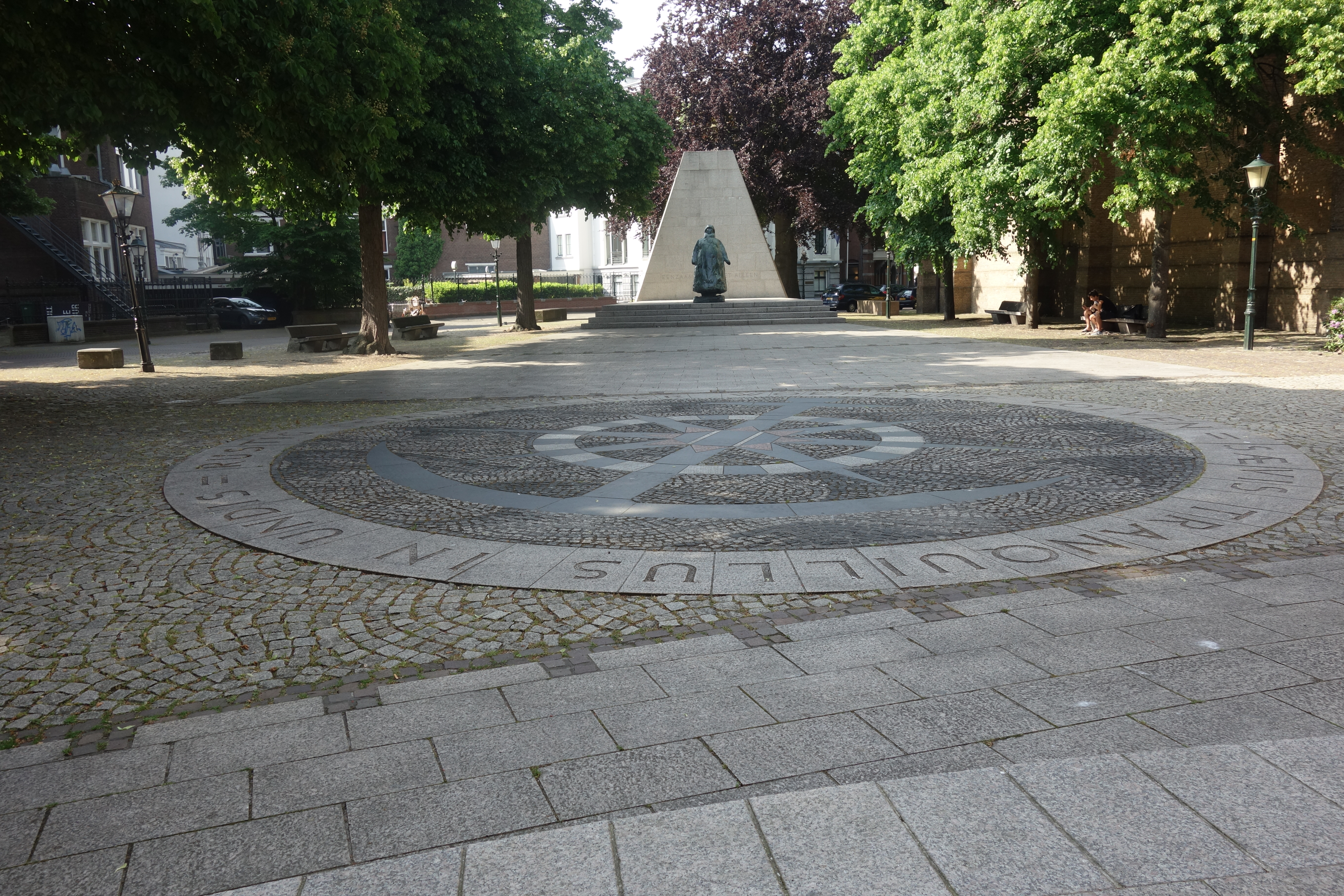